# Cimitero di Highgate

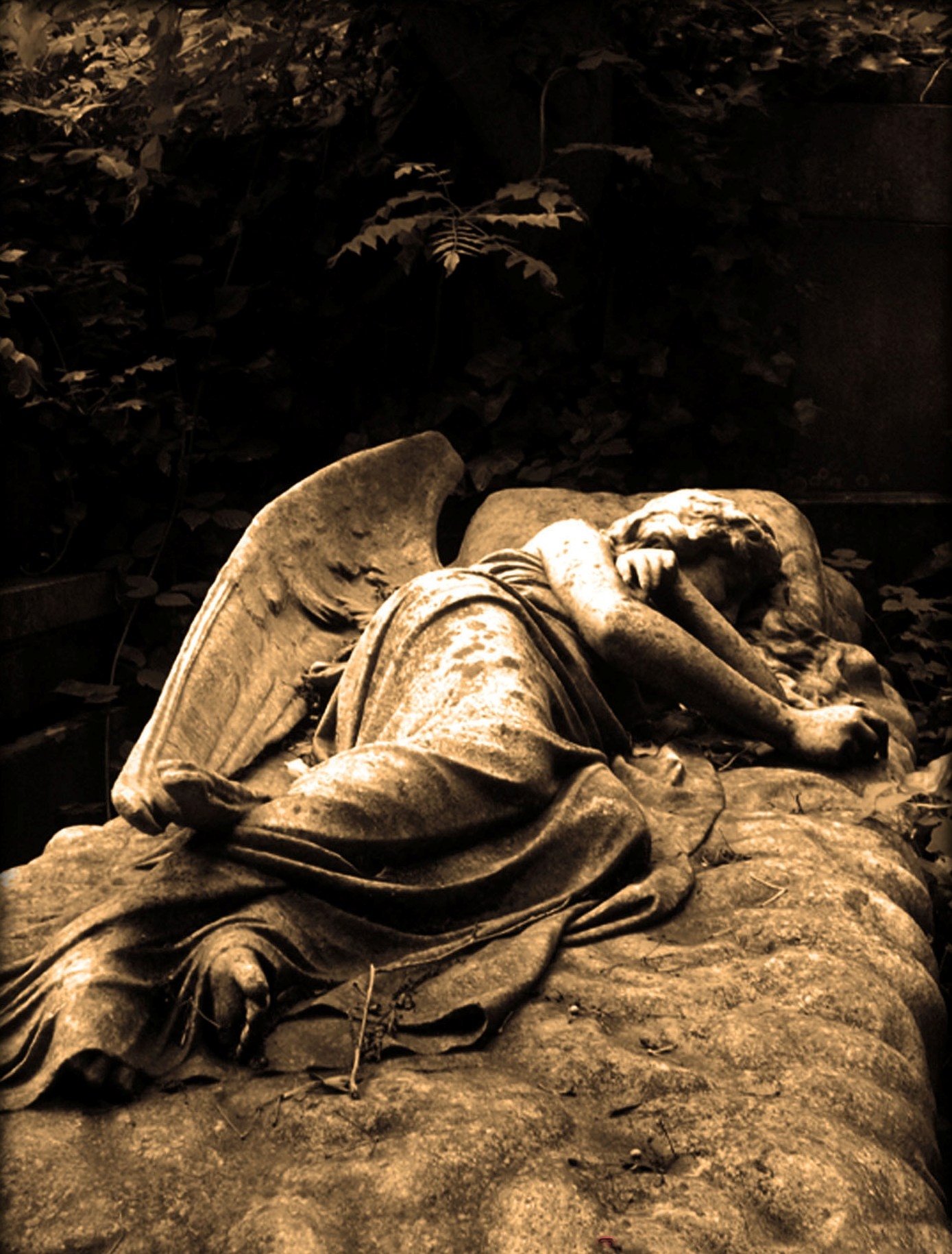
Tomba sconosciuta, cimitero di Highgate

Il cimitero di Highgate è un luogo di sepoltura sito a nord di Londra, in Inghilterra, nel quartiere di Highgate. È stato iscritto nel Registro dei parchi e giardini (National Register of Historic Parks and Gardens) di speciale interesse storico in Inghilterra dall'English Heritage come monumento di primo grado. È diviso in due parti, chiamate cimitero oriente e occidente. Vi sono sepolte circa 170.000 persone in circa 53.000 tombe. Il cimitero di Highgate è noto sia per alcune delle persone sepolte sia per il suo status de facto di riserva naturale.

## Posizione
Il cimitero è situato su entrambi i lati di Swain's Lane in Highgate, N6, vicino al Waterlow Park.La porta principale si trova appena a nord di Oakshott Avenue. Vi è un altro cancello in disuso su Chester Road. Il cimitero si trova nel borgo londinese di Camden, Haringey e Islington. Il collegamento di trasporto più vicino è la stazione della metropolitana di Archway.

## Storia e ambiente
Il cimitero nella sua forma originaria, la zona nord-occidentale, fu aperto nel 1839, come parte di un piano di costruzione di sette grandi e moderni cimiteri, chiamati "Magnificent Seven", al di fuori del centro abitato di Londra, con le finalità tracciate anni prima dall'editto di Saint Cloud. I cimiteri più centrali, per lo più collocati negli spazi intorno alle chiese, non erano infatti più in grado di fare fronte alle richieste di sepolture ed erano visti come un pericolo per la salute e un modo poco dignitoso per trattare i morti. Il progetto iniziale fu realizzato dall'architetto e imprenditore Stephen Geary.
Lunedì 20 maggio 1839, il Cimitero di Highgate è stato dedicato a St. James da parte del reverendo Charles Blomfield, Lord vescovo di Londra. Quindici ettari sono stati consacrati per l'uso della Chiesa d'Inghilterra e due ettari accantonati per i Dissidenti. I diritti di sepoltura sono venduti sia per un periodo limitato che in perpetuo. La prima sepoltura fu quella di Elizabeth Jackson di Little Windmill Street, Soho, il 26 maggio.
Highgate, come gli altri Magnificent Seven, divenne ben presto un luogo alla moda per le sepolture e fu molto ammirato e visitato da turisti. L'atteggiamento vittoriano verso la morte portò alla creazione di un patrimonio di tombe ed edifici gotici.  Nel 1854 fu acquistata la zona ad est del settore originario ed usata per creare la parte orientale del cimitero. Questa sezione è tuttora usata per sepolture, come lo è la parte occidentale. 

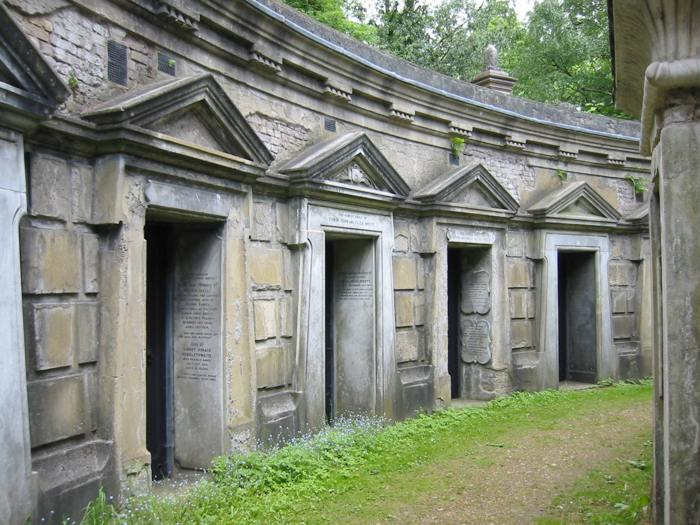
Circle of Lebanon

I giardini del cimitero sono pieni di alberi, arbusti e fiori di campo, la maggior parte dei quali sono stati piantati e coltivati senza l'influenza umana. I giardini sono un rifugio per gli uccelli e piccoli animali come le volpi. Il viale egiziano e il Circle of Lebanon (sormontato da un enorme cedro del Libano) sono dotati di tombe, volte e sentieri scavati nella collina. Per la sua protezione, la parte più antica, che ospita una collezione impressionante di mausolei e lapidi vittoriane, oltre a tombe intagliate, consente l'ingresso solo a gruppi di turisti. La parte orientale, che contiene un mix di statuaria vittoriana e moderna, può essere visitata senza guida.
La tomba di Karl Marx, il viale egiziano e il colombario sono stati inscritti dall'English Heritage nel registro dei monumenti classificati di primo grado.
A causa dell'associazione con Karl Marx una varietà di leader e pensatori socialisti sono sepolti all'interno del cimitero.

### Gli amici del cimitero di Highgate
L'associazione "Amici del cimitero di Highgate" ("Friends of Highgate Cemetery Trust (FOHC)") è stata istituita nel 1975 ed ha acquisito il diritto di controllo per entrambe le sezioni dal 1981, da allora si occupa di organizzare i giri turistici, della manutenzione del cimitero e della preservazione delle opere d'arte ivi contenute. Nel 1984 hanno pubblicato il Highgate Cemetery: Victorian Valhalla di John Gay.

### La leggenda del vampiro
Il cimitero di Highgate, ben noto per il suo occulto passato, è divenuto famoso tra il 1969 e il 1977 per la leggenda del vampiro di Highgate, che secondo le leggende metropolitane terrorizzava i passanti con la sua tomba stregata.

## Sepolture

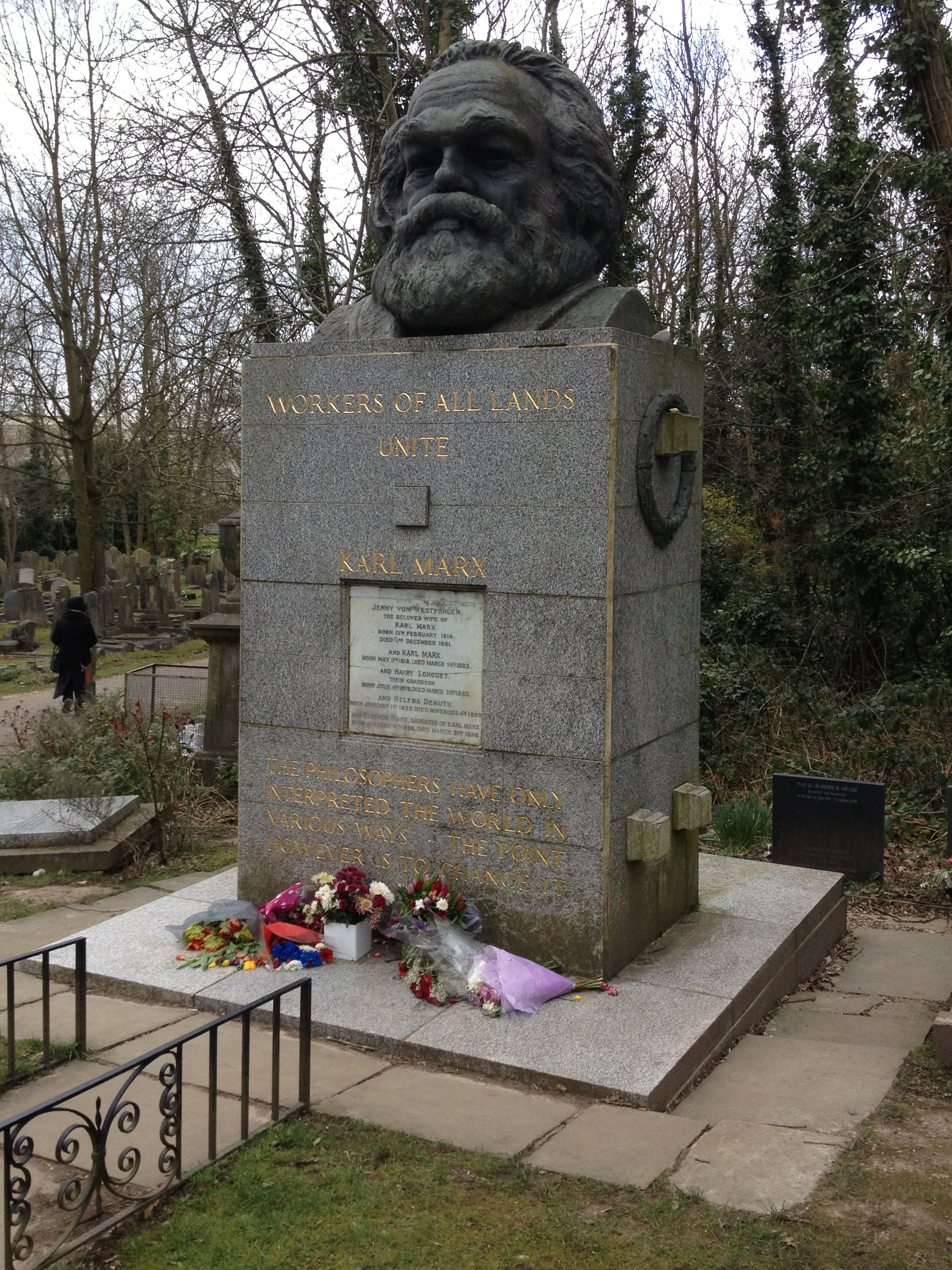
La tomba di Karl Marx

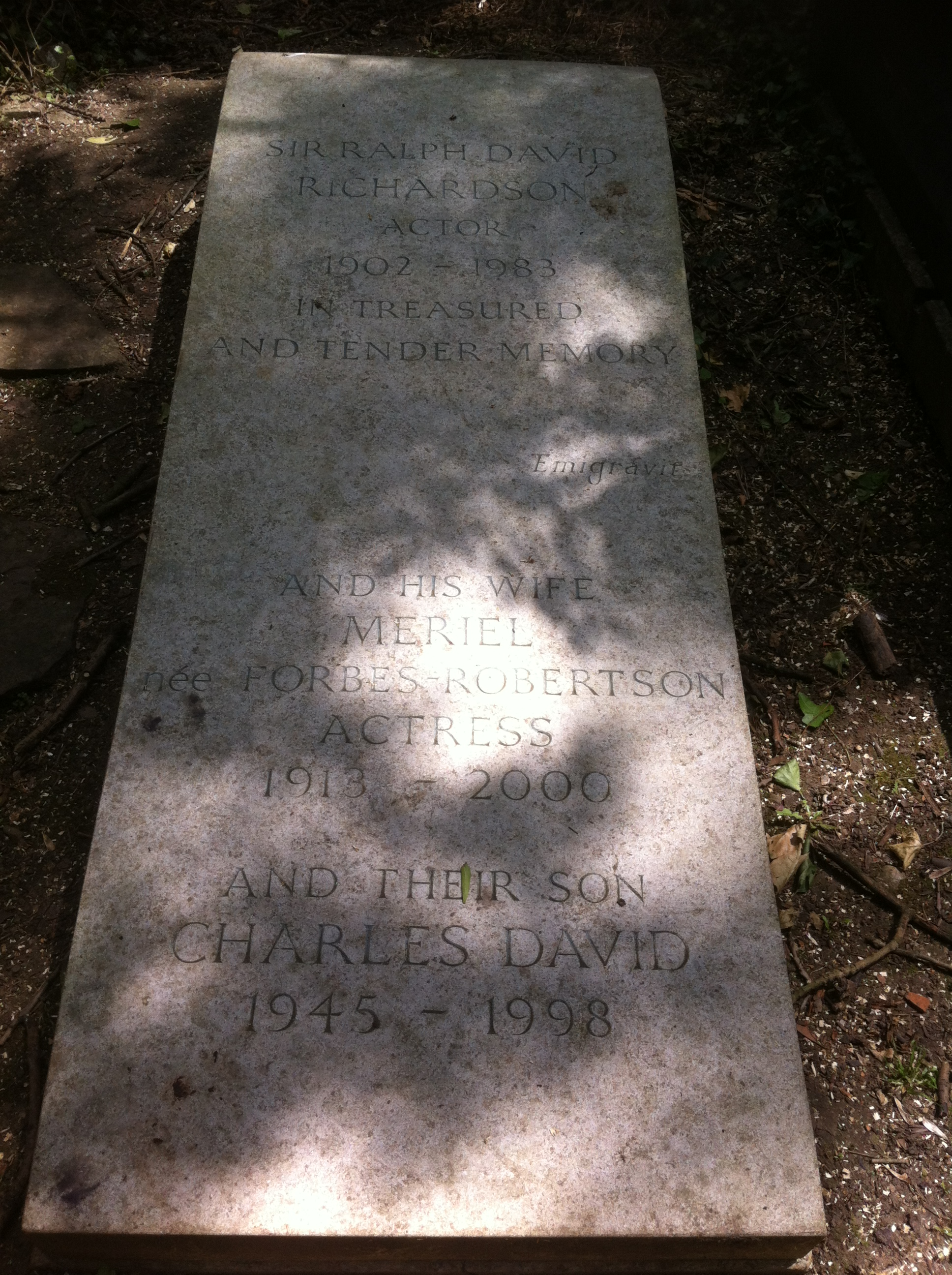
La tomba di Ralph Richardson

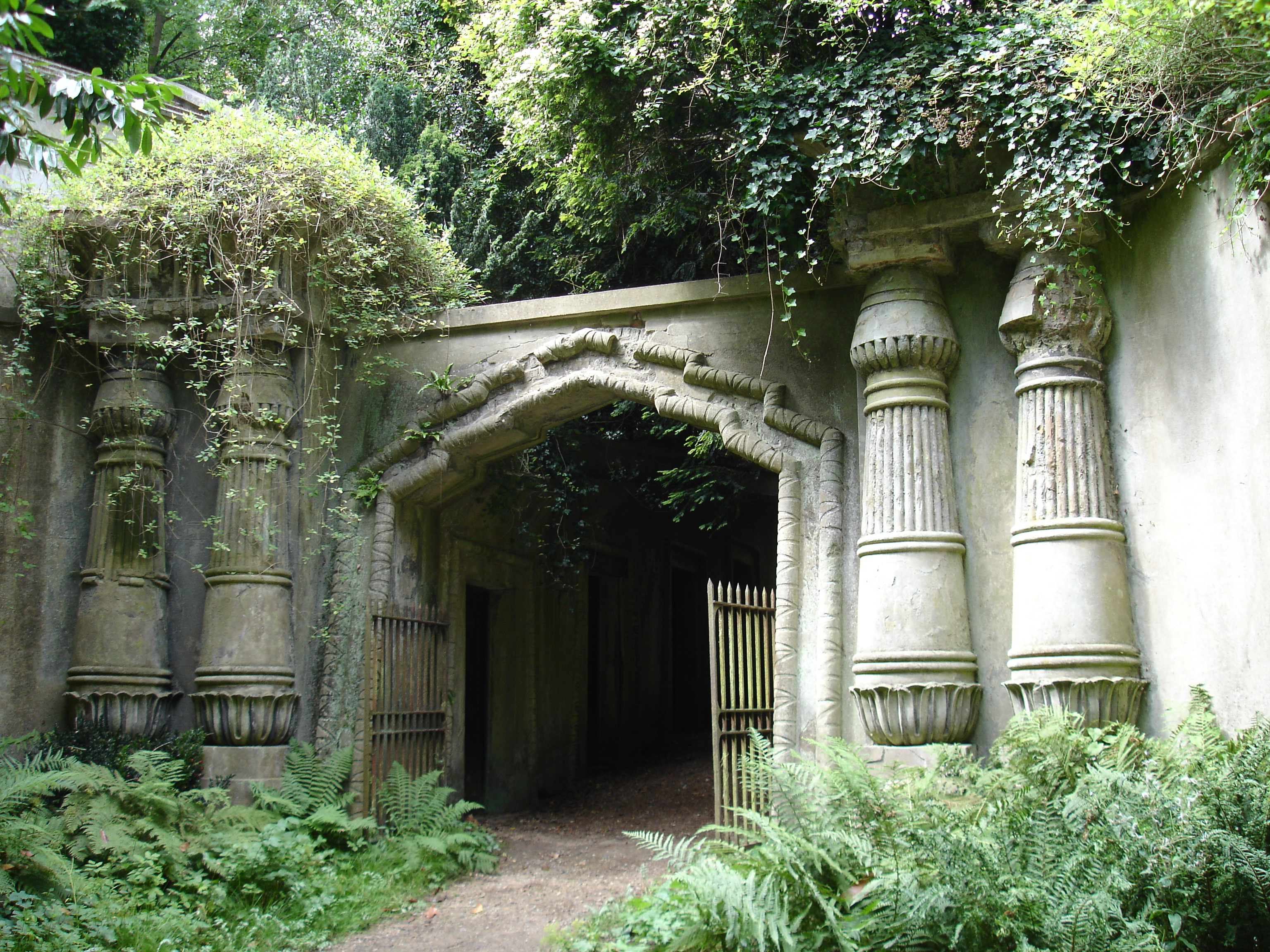
Ingresso dell sezione egiziana

La più famosa sepoltura nel cimitero orientale è senza dubbio la Tomba di Karl Marx, la cui tomba ha subito due tentativi di attentati:  il 2 settembre 1965 e nel 1970.
Vi sono diverse figure di spicco, sepolte ad Highgate. La maggior parte delle figure storicamente importanti si trovano nella parte orientale.

### Tombe famose
- Karl Marx, filosofo, storico, sociologo ed economista
- George Michael, cantante, compositore, produttore discografico
- Radclyffe Hall, autrice di Il pozzo della solitudine e altri romanzi
- Ian Holm, attore cinematografico
- Bert Jansch, musicista folk scozzese
- Malcolm McLaren, impresario e manager dei Sex Pistols

#### Cimitero orientale

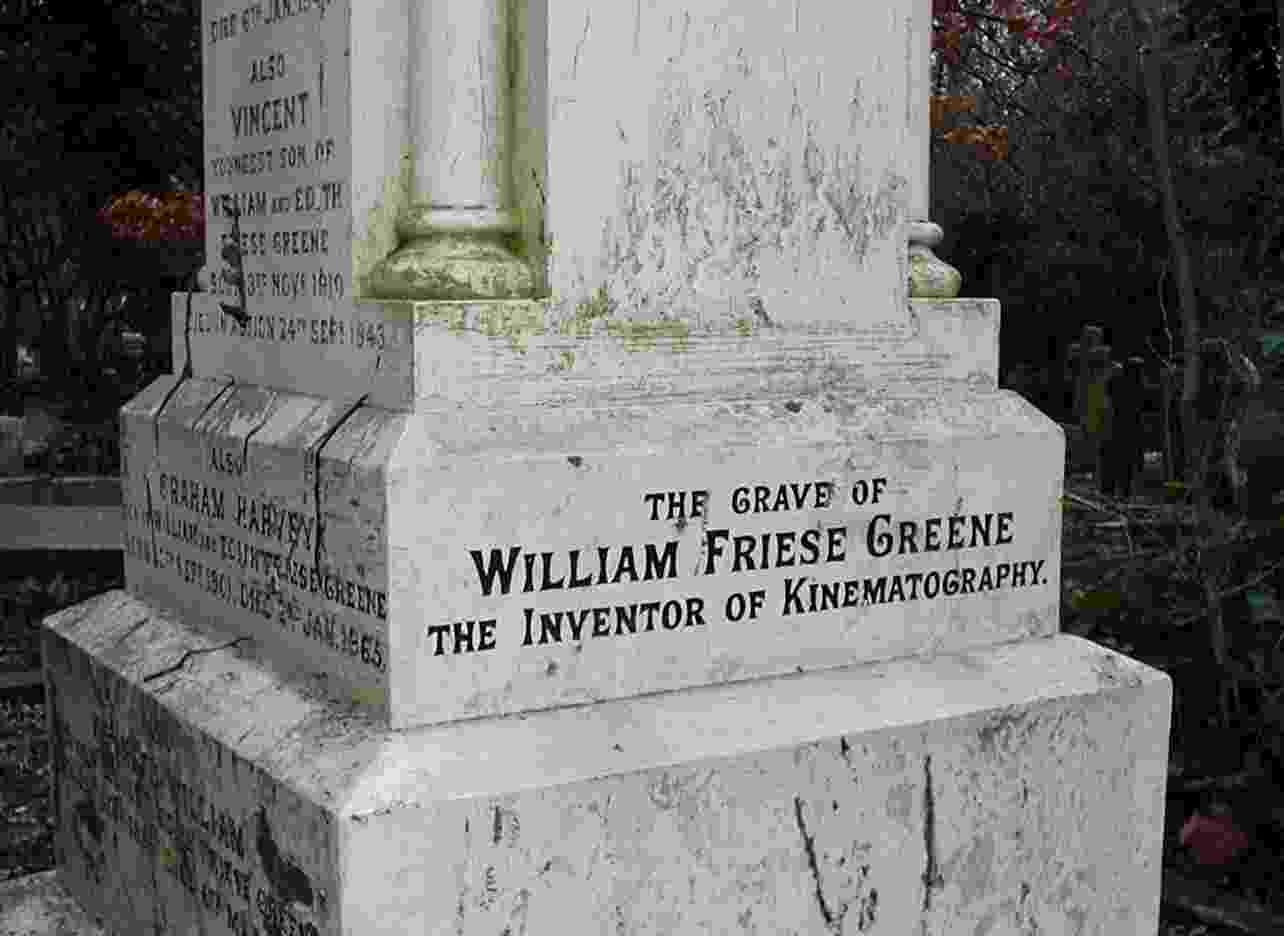
Tomba di William Friese-Greene

- Douglas Adams, autore di Guida galattica per gli autostoppisti e altri romanzi
- Farzad Bazoft, giornalista, giustiziato dal regime di Saddam Hussein
- Jeremy Beadle, presentatore televisivo
- Patrick Caulfield, pittore e incisore conosciuto per le sue tele pop art
- Diane Cilento, attrice e scrittrice australiana
- William Kingdon Clifford, matematico e filosofo
- Lucy Lane Clifford, scrittrice e giornalista moglie di William
- George Eliot, romanziera
- Mary Ann Evans (il nome sulla tomba è Mary Ann Cross), moglie di George Henry Lewes
- Paul Foot, giornalista e nipote dell'ex leader Partito Laburista Michael Foot
- Lou Gish, attrice, figlia di Sheila Gish
- Sheila Gish, attrice
- Robert Grant VC, soldato e poliziotto
- Henry Gray, anatomista e chirurgo,[9][10] autore dell'Anatomia del Gray.
- Eric Hobsbawm, storico
- George Holyoake, riformatore sociale nativo di Birmingham fondatore del Movimento Cooperativo
- Anatoly Kuznetsov, scrittore sovietico
- Bert Jansch, musicista folk scozzese
- Claudia Jones, Comunista nera e combattente per la giustizia sociale
- William Friese-Greene,  pioniere cinematografico
- Mansoor Hekmat, leader comunista e fondatore del Partito Comunista dei Lavoratori dell'Iran e del Partito Comunista dei Lavoratori dell'Iraq
- George Henry Lewes, filosofo e critico inglese
- Anna Mahler, scultrice e figlia di Gustav Mahler e Alma Schindler
- Frank Matcham, architetto teatrale
- Carl Mayer, sceneggiatore austro-tedesco de Il gabinetto del dottor Caligari e Aurora
- Malcolm McLaren, impresario e manager dei Sex Pistols
- Ralph Miliband, teorico politico di sinistra, padre di David Miliband e Ed Miliband
- Dachine Rainer, poeta e anarchico
- Corin Redgrave, attore e attivista politico
- Bruce Reynolds, (ceneri) rapinatore di treni
- Sir Ralph Richardson, attore
- Anthony Shaffer, drammaturgo, sceneggiatore e romanziere
- Peter Shaffer, drammaturgo, sceneggiatore e fratello d'Anthony Shaffer
- Alan Sillitoe, autore
- Sir Donald Alexander Smith, finanziere ferroviario e diplomatico canadese
- Herbert Spencer, biologo evoluzionista e filosofo
- Sir Leslie Stephen, critico, primo editore del Dictionary of National Biography, padre di Virginia Woolf e Vanessa Bell
- Lucien Stryk, poeta statunitense, insegnante e traduttore di poesia Zen
- Sir George Thalben-Ball, organista inglese, maestro del coro e compositore
- Feliks Topolski, pittore espressionista britannico nativo polacco
- Max Wall, comico e intrattenitore
- Opal Whiteley, scrittrice statunitense
- Edward Richard Woodham, superstite della carica della brigata leggera

#### Cimitero occidentale
- Jane Arden, regista, attore, sceneggiatore, drammaturgo, compositore e poeta gallese
- Edward Hodges Baily, scultore
- Beryl Bainbridge, scrittrice
- James Baker Payne, pittore
- George Samuel Bentley, stampatore ed editore del London Standard Newspaper (1879-1890)
- Julius Beer, proprietario del The Observer
- Jacob Bronowski, scienziato, creatore della serie televisiva The Ascent of Man
- Robert Caesar Childers, orientalista e scrittore
- Edmund Chipp,  organista e compositore
- John Singleton Copley, Lord Cancelliere e figlio del pittore statunitense John Singleton Copley
- Sir Charles Cowper, Premier del Nuovo Galles del Sud, Australia
- La tomba di famiglia di Robert Monach e WH Crossland. In questa tomba sono sepolti i suoceri di William Henry Crossland, suo fratello, sua moglie, la sua amante, la figlia e il figlio maggiore, ma non Crossland stesso
- Charles Cruft, fondatore del Crufts dog show
- David Devant, mago teatrale
- Alfred Lamert Dickens, fratello minore di Charles Dickens
- Catherine Dickens, moglie di Charles Dickens
- John e Elizabeth Dickens, i genitori di Charles Dickens
- La tomba della famiglia Druce
- Michael Faraday, chimico e fisico
- John Galsworthy, scrittore e vincitore del premio Nobel (è stato cremato e le sue ceneri disperse, nel cimitero è presente solo un memoriale)
- Stella Gibbons, romanziere, autore di Cold Comfort Farm
- Radclyffe Hall, autrice di Il pozzo della solitudine e altri romanzi
- Edwin Hill, fratello maggiore di Rowland Hill
- James Holman, avventuriero del XIX secolo conosciuto come "il viaggiatore cieco"
- Chirurgo-Generale Sir Anthony Home, premiato con la Victoria Cross
- Alexander Litvinenko, dissidente russo, avvelenato a Londra
- Sherard Osborn, ammiraglio ed esploratore artico della Royal Navy
- George Michael, cantante, compositore, celebre frontman degli Wham!
- Christina Rossetti, poetessa
- Frances Polidori Rossetti, madre di Dante Gabriel, Christina e William Michael Rossetti
- William Michael Rossetti, cofondatore della Confraternita dei Preraffaelliti
- Tom Sayers, pugile Vittoriano
- Elizabeth Siddal, moglie e modella dell'artista/poeta Dante Gabriel Rossetti
- Jean Simmons, attrice
- Alfred Stevens, scultore, pittore e designer
- Arthur Waley, traduttore e studioso dell'Oriente
- George Wombwell, spositore
- Ellen Wood, autrice conosciuta come Mrs Henry Wood
- Adam Worth, mente criminale e filantropo. Possibile fonte d'ispirazione per il personaggio del Professor Moriarty di Sherlock Holmes
- Patrick Wymark, attore

## Tombe di guerra
Il cimitero contiene le tombe di 316 persone di servizio del Commonwealth mantenute e registrate dalla Commonwealth War Graves Commission, sia nei cimiteri di Oriente che di Occidente, 257 dalla prima guerra mondiale e 59 dalla seconda. Coloro le cui tombe non potevano essere segnate da lapidi sono citati su un memoriale in uno schermo a muro eretto presso la croce del sacrificio nel vecchio cimitero (occidentale).

## Nella cultura di massa
- Molti romanzi della saga dei Forsyte di John Galsworthy si riferiscono al cimitero di Highgate come l'ultimo luogo di riposo dei Forsyte; per esempio, Capitolo XI, "L'ultimo dei Forsyte", in Affittasi (1921).
- Scene girate nel cimitero sono presenti in numerosi film horror britannici, tra cui Una messa per Dracula (1970), Racconti dalla tomba (1972) e La bottega che vendeva la morte (1974).
- Una parte dell'adattamento della BBC Count Dracula (1977) è stata girata nella parte occidentale del cimitero.
- Nella serie TV della BBC Porridge, Fletcher sostiene che la sua figlia maggiore, Ingrid, è stato concepita sulla tomba di Karl Marx.
- Il romanzo Falling Angels di Tracy Chevalier è ambientato nel cimitero.
- Il cimitero di Highgate è luogo di ambientazione del sesto livello del videogioco Nightmare Creatures.
- Il romanzo Un luogo incerto di Fred Vargas inizia nel cimitero.
- Nel romanzo Those Who Hunt the Night di Barbara Hambly, i personaggi principali si recano in visita al cimitero di Highgate per esaminare i resti di un vampiro che aveva rilevato una tomba abbandonata.
- È stato fonte d'ispirazione per l'ambientazione del romanzo Il figlio del cimitero di Neil Gaiman.
- Il romanzo Un'inquietante simmetria di Audrey Niffenegger è ambientato nel cimitero di Highgate.[12]
- In Morgan matto da legare, Morgan Delt e sua madre visitano la tomba di Karl Marx.
- Una scena del film Dorian Gray (2009) è stata girata nel Circolo del Libano.
- I protagonisti del film Belle speranze (1988) visitano il cimitero di Highgate a rendono omaggio a Karl Marx.
- Nell'opera On a Portrait of a Deaf Man di John Betjeman, l'autore fa riferimento al cimitero di Highgate quando scrive della morte di suo padre.
- Nel romanzo Spara o muori (2007), Ludwig e Wolfgang Smith progettano di uccidere Bond nel cimitero.
- Nel romanzo Pirate Cinema di Cory Doctorow, dei proiettori sono messi tra gli alberi per mostrare un film su un muro del cimitero.
- Nel romanzo La talpa di John le Carré, un addetto culturale sovietico è descritto visitare la tomba di Karl Marx.
- Nell'ultimo romanzo di Robert Galbraith, "Cuore Nero Inchiostro",  la serie animata creata da alcuni dei protagonisti è ambientata proprio in questo cimitero. Così anche il gioco ispirato alla serie ed alcune scene del libro stesso.

## Galleria d'immagini

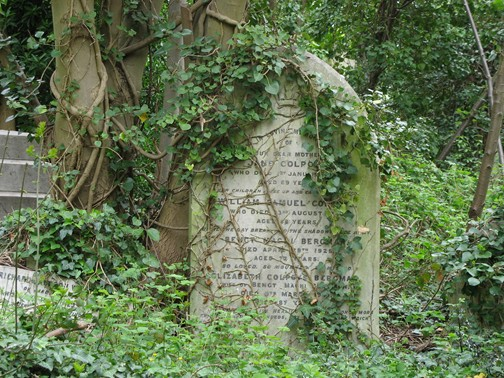
Veduta del cimitero
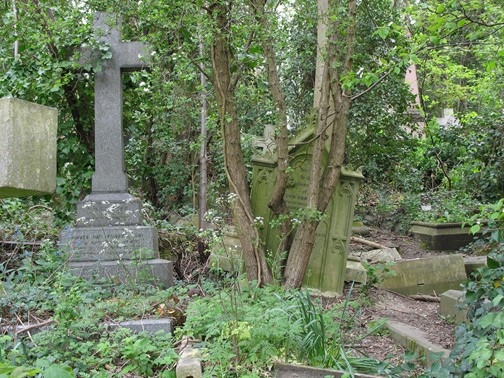
Veduta del cimitero
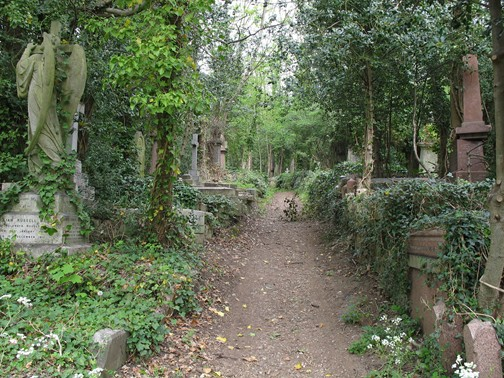
Veduta del cimitero
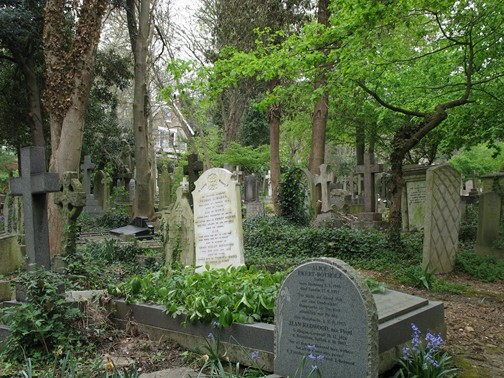
Veduta del cimitero
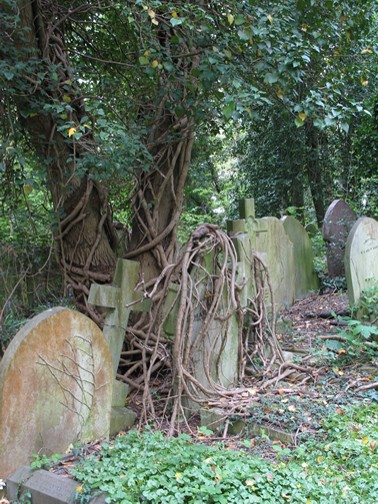
Veduta del cimitero
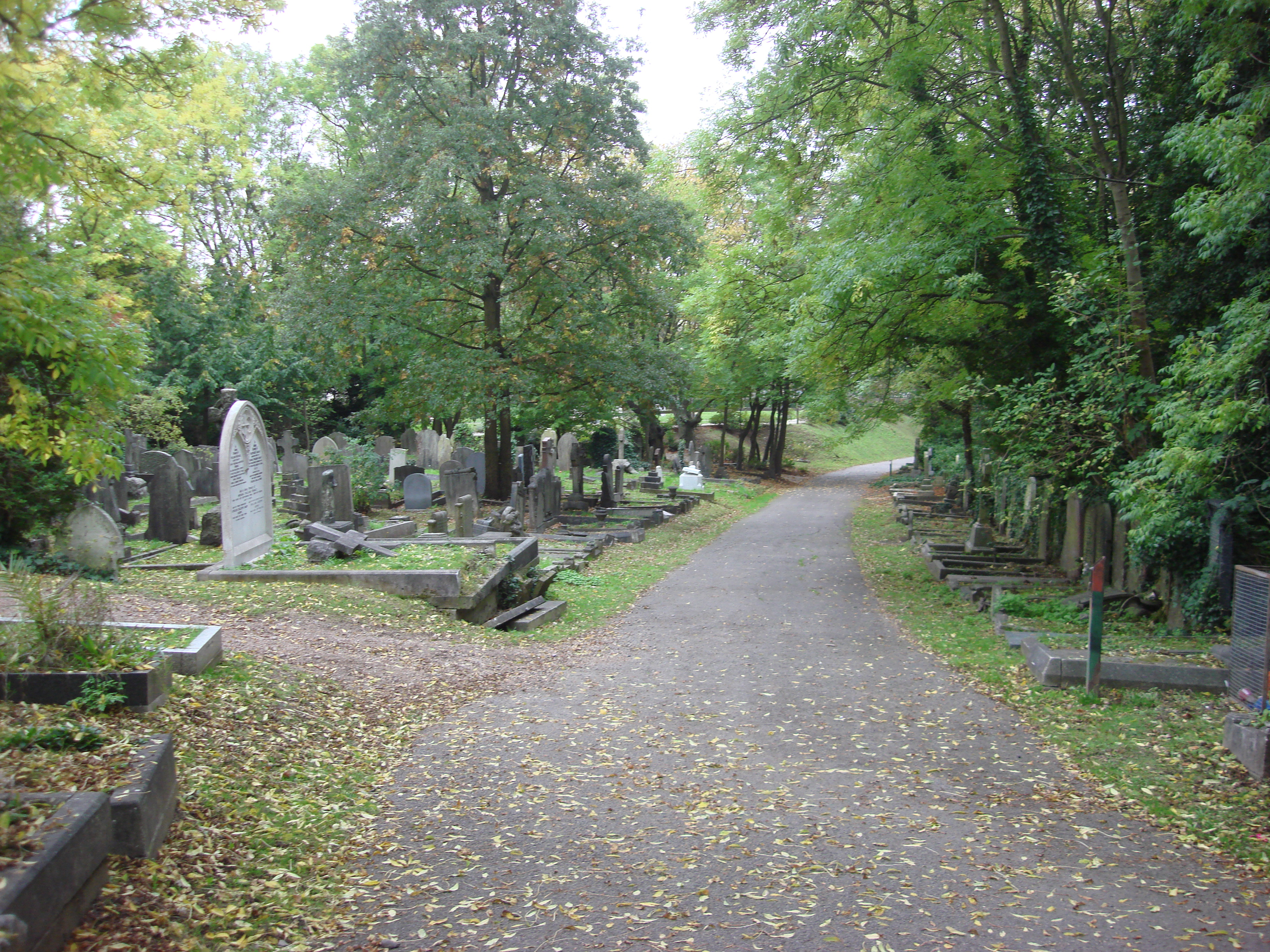
Veduta del cimitero
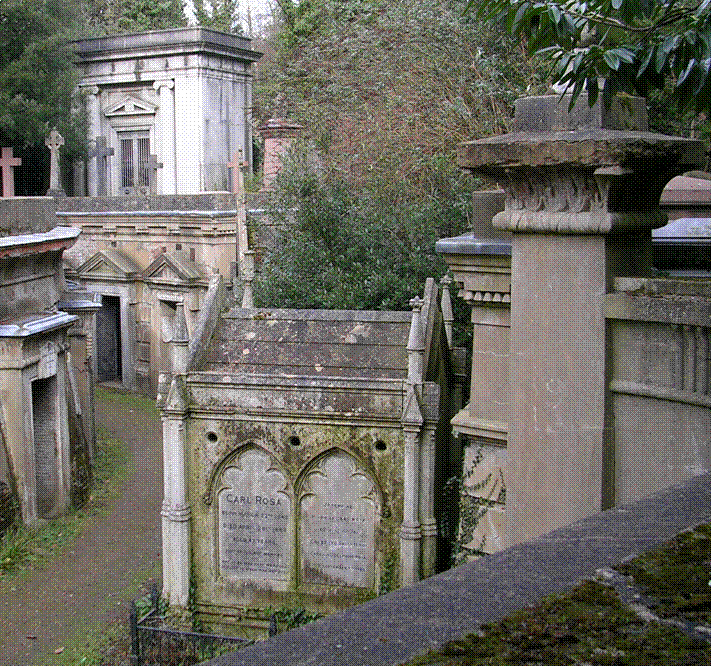
Tomba di Carl Rosa
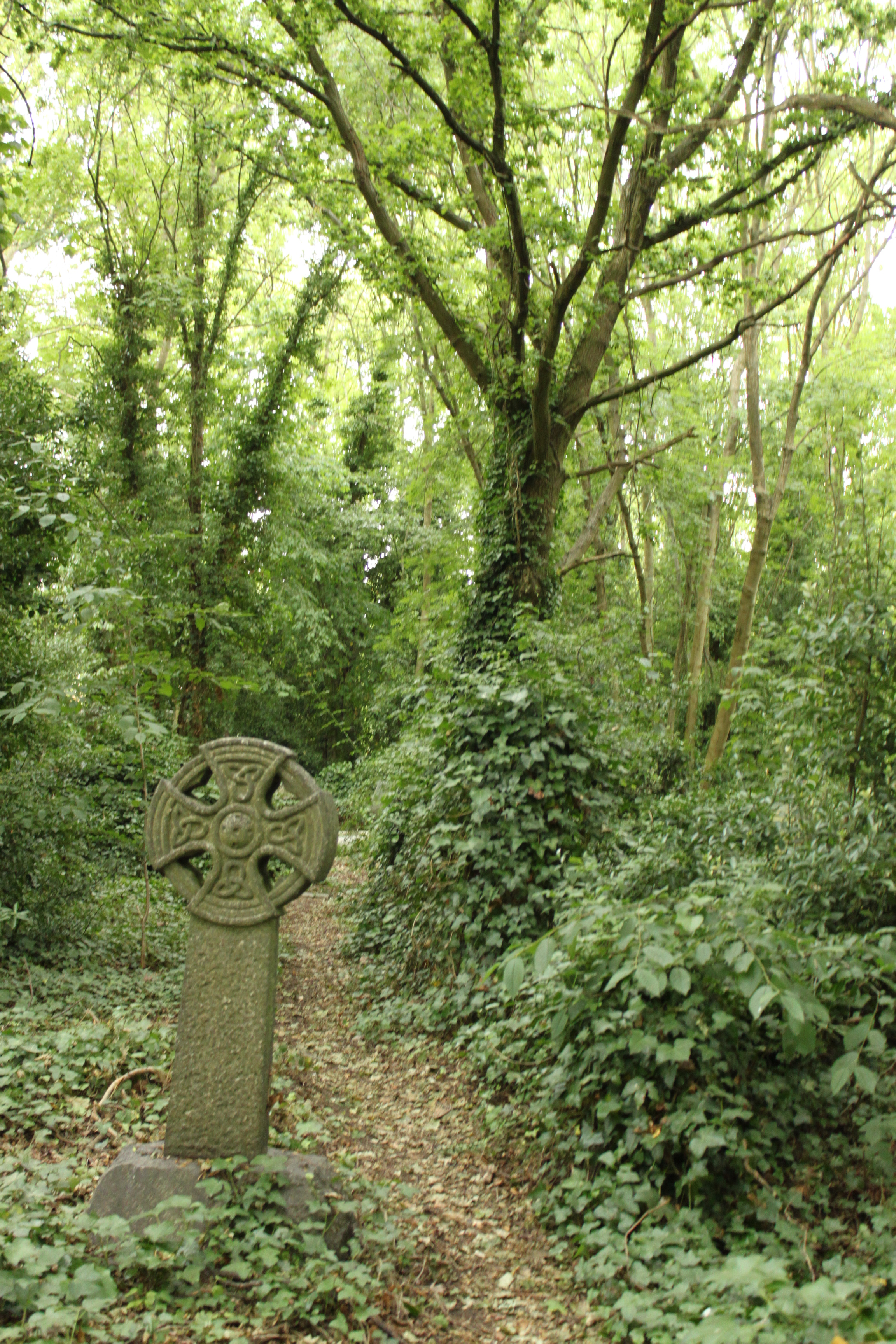
Veduta del cimitero
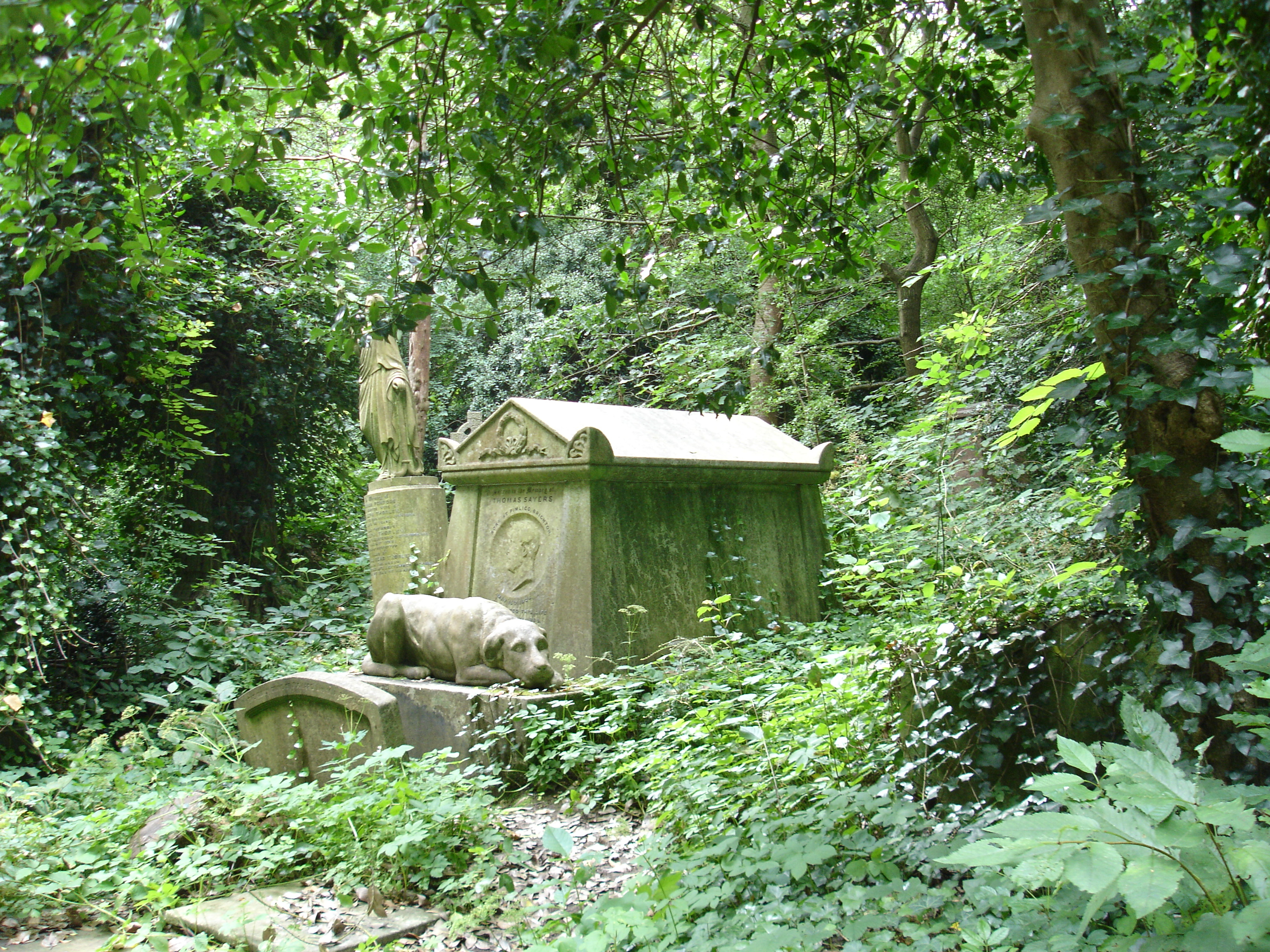
Tomba di Tom Sayers
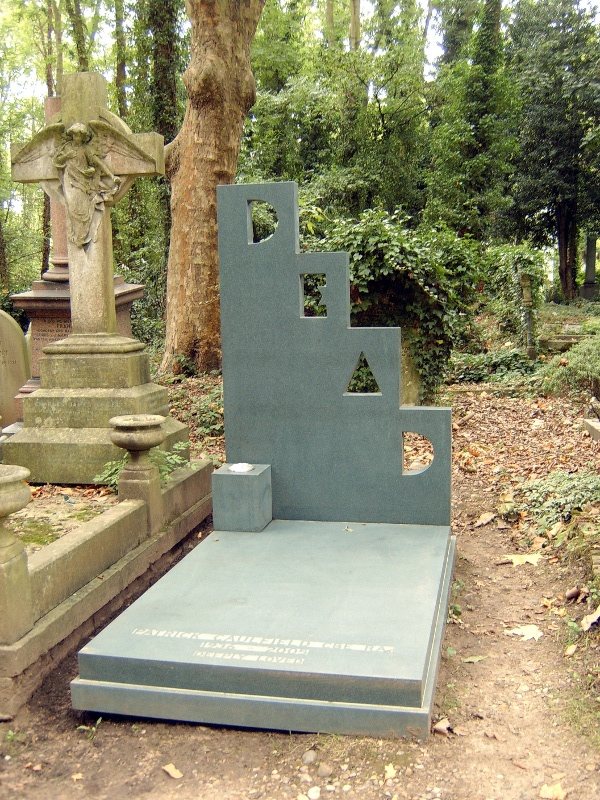
Tomba di Patrick Caulfield, RA